# Histiotus velatus
Histiotus velatus — вид ссавців родини лиликових. 

## Проживання, поведінка
Країна поширення: Аргентина, Болівія, Бразилія. Комахоїдний. Знайдено в лісах будівлях.

## Загрози та охорона
Вирубка лісу є загрозою.